# 1375

## Починали
- 21 декември – Джовани Бокачо, флорентински писател, поет и хуманист